# Sciades papuana
Sciades papuana är en skalbaggsart som först beskrevs av Stefan von Breuning 1961.  Sciades papuana ingår i släktet Sciades och familjen långhorningar. Inga underarter finns listade i Catalogue of Life.